# Chico Mello
Luis Francisco G. de O. Mello, o Chico Mello (Curitiba, 1957) é um violonista, compositor, cantor e produtor musical brasileiro, com diversos prêmios nacionais e internacionais.
Além de músico, Chico é graduado em Medicina pela Universidade Federal do Paraná (UFPR).
Ele participa regularmente de festivais internacionais de música contemporânea, tendo bolsas e obras encomendadas por diversas instituições alemãs, além de trabalhar no Brasil como concertista.

## Prêmios[3]
- Troféu Chiquinha Gonzaga, pelo disco Água, em parceria com Helinho Brandão, RJ.
- "Todo Santo" para um clarinetista e seus gestos, Prêmio Seminário de Camp.Stille Musik, Boswil na Suíça; Troféu XIII Oficina de Música de Curitiba

## Discografia
- 1984. Água - Chico Mello & Helinho Brandão
- 1989. Idlyllen da Hochschule der Kunste, Berlin
- 1993. 7 Artistas do Brasil
- 1996. Música Brasileira,com a compositora  Silvia Ocougne
- 2000. Do outro lado da voz.
- 2001. Violão de Dois - com Silvia Ocougne

## Principais obras[4]
- Destino das Oito/Fate at Eight/Schicksal um Acht (2004/5), 90 Minutos Teatro Musical para 5 cantores (2 sopranos, 1 contralto, 1 barítono, 1 baixo) e 9 instrumentistas, livre adaptação da peça teatral "Heart’s Desire" de Caryl Churchill. Projeto do Kammerensemble Neue Musik apoiado pelo Hauptstadtkulturfonds e MärzMusik-Festival für aktuelle Musik, de Berlim. Estreia em março de 2005.
- Das  Árvores (1999) - para 6 intrumentistas e gestos: 2 clarinetes, tuba, contrabaixo, piano, percussão; encomendada pelo "Festival de Rümlingen", Suíça. Estreada em agosto de 1999. Duração: 16 minutos.
- Tem um copo de veneno (1991) - para piano, gestos e eletrônica ao vivo;  encomendada pelo organizador do festival "Inventionen 92", Berlim. Duração: 15 minutos.